# Syngrapha selecta
Syngrapha selecta är en fjärilsart som beskrevs av Walker 1857. Syngrapha selecta ingår i släktet Syngrapha och familjen nattflyn. Inga underarter finns listade i Catalogue of Life.

## Bildgalleri

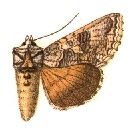